# Valeria Cappellotto
Valeria Cappellotto (Noventa Vicentina, 28 gennaio 1970 – Marano Vicentino, 17 settembre 2015) è stata una ciclista su strada italiana, campionessa italiana in linea nel 1999.
Era la sorella minore della ciclista campionessa del mondo Alessandra Cappellotto.

## Carriera
Nel 1992 partecipò alla prova in linea su strada dei Giochi olimpici di Barcellona chiudendo al diciassettesimo posto; otto anni dopo a Sydney concluse invece trentunesima. Rappresentò peraltro più volte l'Italia ai campionati del mondo: miglior piazzamento per lei fu il quinto posto in linea al mondiale di Verona 1999.
Proprio nel 1999 vinse la prova in linea dei campionati italiani su strada; nella medesima specialità giunse inoltre due volte seconda (nel 1990 e 1991) e due volte terza (1992 e 1997). Nel 1998 vinse il Giro della Toscana-Memorial Fanini, mentre nel 1995 e 1996 si aggiudicò il Trofeo Alfredo Binda. Sue anche una tappa al Giro d'Italia (che chiuse al quarto posto nel 1999) e due al Tour de France.
Morì nella notte tra il 16 e il 17 settembre 2015 nella sua casa di Marano all'età di 45 anni a causa di un tumore.

## Palmarès
- 1987 (Juniores)

Trofeo Binda Juniors
- 1990 (Dilettanti)

1ª tappa Giro dei Laghi
- 1995 (GS Gelati Sanson Forlì, due vittorie)

Trofeo Alfredo Binda-Comune di Cittiglio
2ª tappa Giro del Trentino-Alto Adige & Sudtirolo
- 1996 (GS Gelati Sanson Forlì, tre vittorie)

Trofeo Alfredo Binda-Comune di Cittiglio
Trofeo Città di Schio
3ª tappa Giro di Sicilia
- 1997 (GS Gelati Sanson Forlì, cinque vittorie)

2ª tappa Emakumeen Bira
4ª tappa Emakumeen Bira
3ª tappa Giro Donne (Trodica Morrovalle > Macerata)
2ª tappa Tour cycliste féminin (Strasburgo > La Bresse)
10ª tappa Tour cycliste féminin (Albì > Saint Pierre de Trivisy)
- 1998 (GS Mimosa Sprint, una vittoria)

Giro della Toscana Femminile-Memorial Michela Fanini
- 1999 (GAS Sport Team, una vittoria)

Campionati italiani, Prova in linea

### Altri successi
- 1993 (SC Favel Lampadari)

Carvico

## Piazzamenti

### Grandi Giri
- Giro Donne

1989: 24ª
1990: 33ª
1993: 25ª
1994: 18ª
1995: 4ª
1996: 19ª
1997: 12ª
1998: 15ª
1999: 17ª
2000: non partita (13ª tappa)
- Tour Cycliste/Grande Boucle

1992: 31ª
1995: 24ª
1996: 17ª
1997: 23ª
1998: 29ª

### Competizioni mondiali
- Campionati del mondo

Utsunomiya 1990 - In linea: ritirata
Stoccarda 1991 - In linea: 72ª
Agrigento 1994 - In linea: 29ª
Duitama 1995 - In linea: 22ª
Lugano 1996 - In linea: 16ª
San Sebastián 1997 - In linea: 50ª
Valkenburg 1998 - In linea: 36ª
Verona 1999 - In linea: 5ª
Plouay 2000 - In linea: 13ª
- Giochi olimpici

Barcellona 1992 - In linea: 17ª
Sydney 2000 - In linea: 31ª